# Thorium-228
Thorium-228 of 228Th is een radioactieve stof. Thorium-228 zendt alfastraling uit en vervalt naar radium-224. De halveringstijd van Thorium-228 is 1,9116 jaar.
{\displaystyle {\ce {{^{228}_{90}Th}->{^{224}_{88}Ra}+\,_{2}^{4}\alpha }}}